# Biologische Bundesanstalt für Land- und Forstwirtschaft
Die Biologische Bundesanstalt für Land- und Forstwirtschaft (kurz BBA) mit Sitz in Braunschweig und Berlin war eine Bundesoberbehörde und Forschungseinrichtung im Geschäftsbereich des Bundesministeriums für Ernährung, Landwirtschaft und Verbraucherschutz. Neben den beiden Hauptstandorten verfügte die BBA über Institute in Darmstadt, Kleinmachnow, Bernkastel-Kues, Münster und Dossenheim bei Heidelberg. Ende 2005 waren rund 630 Mitarbeiter bei den verschiedenen Einrichtungen tätig.
Zum 1. Januar 2008 ist die BBA im Julius Kühn-Institut – Bundesforschungsinstitut für Kulturpflanzen aufgegangen.

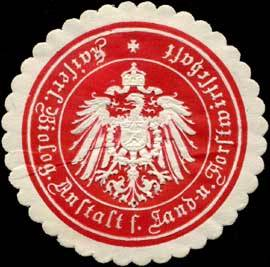
Siegelmarke der Anstalt

## Aufgaben
Die Aufgabengebiete der Biologischen Bundesanstalt für Land- und Forstwirtschaft waren im Pflanzenschutzgesetz und im Gentechnikgesetz festgelegt.
Einige Schwerpunkte waren:
- Arbeiten zur Biologie von Schadorganismen
- Entwicklung neuer Pflanzenschutzverfahren
- Bewertung von Pflanzenschutzmitteln bezüglich Wirksamkeit, Pflanzenverträglichkeit und Nutzen
- Prüfung und Anerkennung von Pflanzenschutzgeräten
- Koordination des Pflanzenschutzes im Ökologischen Landbau
- Bewertung der Risiken bei der Freisetzung gentechnisch veränderter Organismen

Im Zusammenhang mit der Neuorganisation des Verbraucherschutzes durch die deutsche Bundesregierung im Jahre 2002 wurde der Biologischen Bundesanstalt die Aufgabe der Zulassung von Pflanzenschutzmitteln entzogen und dem Bundesamt für Verbraucherschutz und Lebensmittelsicherheit übertragen.

## Entstehung und Geschichte
- 28. Januar 1898 Antrag im Reichstag „Zur Errichtung einer biologischen Versuchsanstalt für wissenschaftliche Erforschung wirthschaftlich nutzbarer Lebensbeziehungen von Pflanzen und Thieren: 30000 M“
- Biologische Abteilung für Land- und Forstwirtschaft am Kaiserlichen Gesundheitsamt
- 1905 Kaiserlich Biologische Anstalt für Land- und Forstwirtschaft
- 1919 Biologische Reichsanstalt für Land- und Forstwirtschaft (BRA)
- 1949 drei „Biologische Zentralanstalten für Land- und Forstwirtschaft“ (BZA):
  - Biologische Zentralanstalt Berlin-Dahlem
  - Biologische Zentralanstalt für Land- und Forstwirtschaft des Vereinigten Wirtschaftsgebietes (Braunschweig)
  - Biologische Zentralanstalt der DDR
- 1950 BZ-VWG wird die „Biologische Bundesanstalt für Land- und Forstwirtschaft, Braunschweig“
- 1954 „Biologische Bundesanstalt für Land- und Forstwirtschaft, Berlin und Braunschweig“
- 1991/92 Eingliederung der BZA Kleinmachnow (südwestlich von Berlin) in die BBA
- 1. Januar 2008 Zusammenlegung mit anderen Instituten zum Julius Kühn-Institut – Bundesforschungsinstitut für Kulturpflanzen